# Ото (Липе)
Вижте пояснителната страница за други личности с името Ото.
Ото фон Липе (на немски: Otto von Lippe; * ок. 1300; † ок. 1360) от династията Дом Липе, е от 1344 до 1360 г. господар на Липе в Лемго.

## Произход и управление
Той е син на Симон I фон Липе (1261 – 1344) и на Аделхайд фон Валдек (1264 – 1339/1342), дъщеря на граф Хайнрих III фон Валдек.
След смъртта на баща му през 1344 г. господството Липе е разделено. Ото получава територията около Лемго, а брат му Бернхард V територията около Реда. Ото резидира в Лемго.

## Фамилия
Ото се жени около 1323 г. за Ирмгард фон Марк († 1360), дъщеря на Енгелберт II фон Марк, граф на Марк и граф на Аренберг. Те имат децата:
- Симон III (ок. 1340, † 1410), от 1360 г. владетел на Липе и от 1366 г. титулуван- господар на Реда, женен 1362 г. за Ерменгард фон Хоя († 1415), дъщеря на граф Йохан II фон Хоя
- Ото († ок. 1387), духовник
- Аделхайд († ок. 1394); ∞ (ок. 1370) граф Ото II фон Ритберг († 1389)
- Катарина, духовничка
- Маргарета, омъжена I. (1366) за Николас фон Севенборн († ок. 1369), господар на Кранендонк; II. (1370) за Йохан II фон Поланен († 1378)